# Судраба, Ингуна

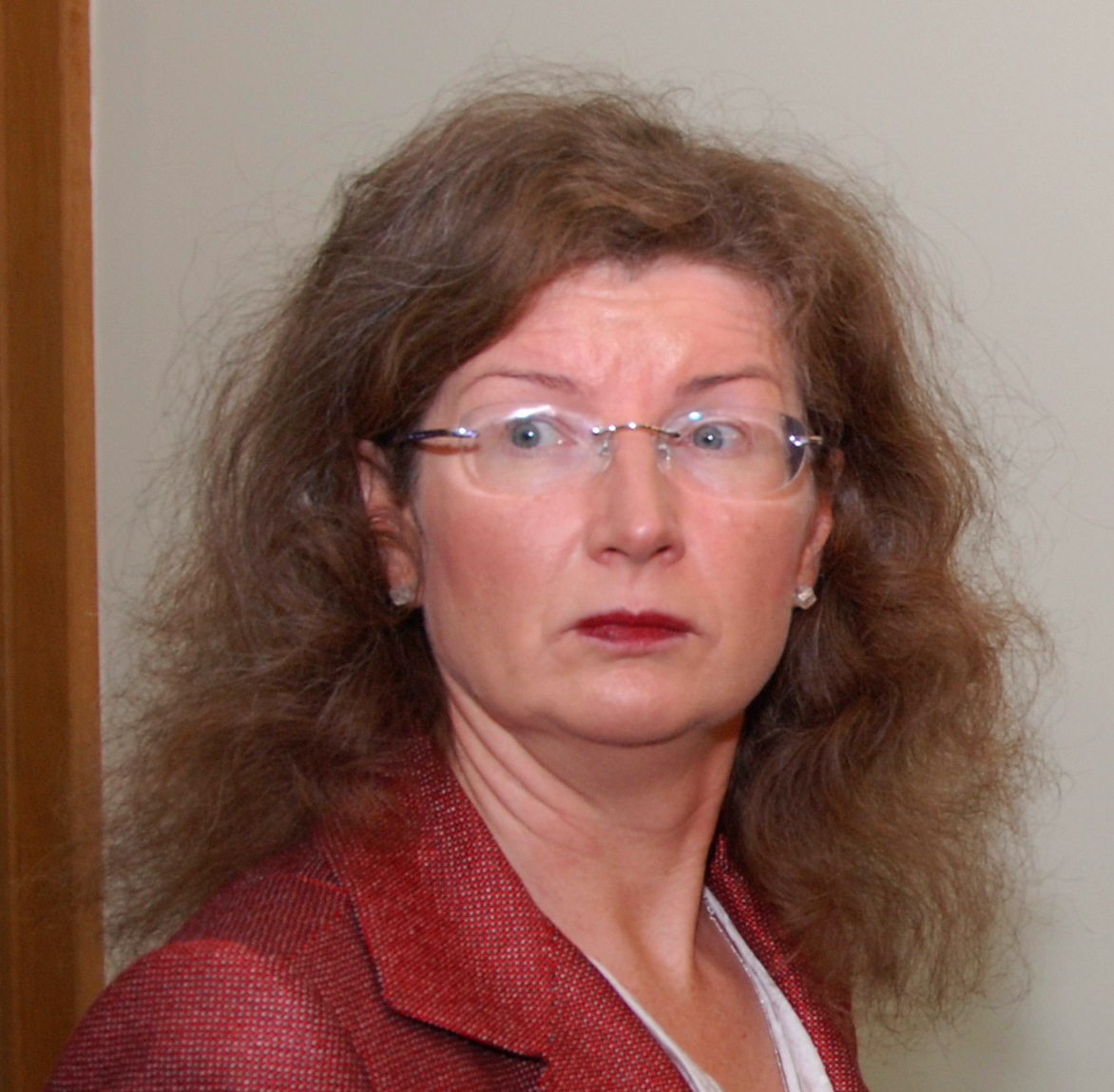
Ингуна в 2009 году.

Ингуна Судраба (латыш. Inguna Sudraba, род. 21 ноября 1964 года, Гулбене) — латвийский экономист, общественный и политический деятель, государственный контролёр Латвии (с 2004 года по январь 2013 года). Основатель и руководитель партии «От сердца для Латвии» (латыш. "No sirds Latvijai").

## Биография
Ингуна родилась 21 ноября 1964 года в Гулбене. Её родителями были Янис и Элга Судраба. У неё есть один брат Янис. В 1983 году Ингуна Судраба закончила 1-ю Гулбенскую школу с золотой медалью, затем получила высшее экономическое образование в Латвийском государственном университете.
С августа 1988 года по февраль 1992 года Судраба работала научным сотрудником в Научно-исследовательском институте экономики агропромышленного комплекса в США. После этого работала  заведующей отделом социального развития и анализа в Министерстве благосостояния, а до июля 1994 года — в Министерстве финансов главным экономистом.
В 1994 году Ингуна была включена в состав Кабинета министров, предложенный Андреем Крастиньшем, в качестве возможного министра бюджета и государственных доходов, однако правительство не получило поддержки Сейма. С июля 1994 года по июнь 2003 года она занимала должность заместителя государственного секретаря Министерства финансов Валентины Андреевой. Затем она покинула государственную администрацию и до декабря 2004 года занимала должность заместителя вице-президента «Parex banka» по вопросам кредитования клиентов.
В декабре 2004 года в СМИ появилась информация о том, что Народная партия, возглавлявшая тогда правительство, может выдвинуть её на должность государственного контролера. 22 декабря Сейм избрал её Государственным контролёром, и на следующий день Судраба принесла присягу и вступила в должность. 18 декабря 2008 года Ингуна Судраба была переизбрана на новый четырёхлетний срок. За её избрание проголосовали 84 депутата, против – 5, а два бюллетеня были признаны недействительными в ходе тайного голосования. 22 января 2009 года она вновь приняла присягу в качестве государственного контролёра. В январе 2013 года её сменила Элита Круминя.
В связи с большой популярностью, её неоднократно упоминали в качестве возможного кандидата на пост премьер-министра. Незадолго до этого она признавалась, что получала предложения баллотироваться на выборах в 2010 году от нескольких партий, но она их отклонила.
В сентябре того же года Судраба, отвечая на предположения о её возможном выдвижении на пост премьер-министра, заявила, что ни одна политическая сила не обсуждала с ней этот вопрос. Она также исключила возможность вхождения в состав правительства после выборов, но признала, что когда закончится её срок полномочий государственного контролёра, она, возможно, займётся политикой. В октябре 2010 года она заявила, что, по её мнению, данный созыв Сейма не сможет исполнять свои обязанности в течение всего срока полномочий, и допустила проведение внеочередных выборов в 2011 году. Несмотря на точный прогноз, она не была включена ни в один избирательный список на внеочередных выборах Сейма 2011 года и не была выдвинута кандидатом на пост президента.
27 ноября 2013 года она объявила о создании своей политической партии. 28 января 2014 года её партия была зарегистрирована под названием «От сердца для Латвии».
С мая 2014 года Судраба является председателем партии. В октябре 2014 года она была избрана в XII Сейм, где её партия действовала в оппозиции. На парламентских выборах 2018 года её партия не преодолела 5-процентный барьер для прохождения в Сейм.
В феврале 2019 года партия сменила название на «Пробуждение». Будучи её лидером, Судраба баллотировалась на выборах в Европейский парламент, но не была избрана.
В марте 2020 года она вышла из состава партии, тем самым завершив свою политическую карьеру.
После вторжения России в Украину, Судраба участвует и в тренингах, организуемых латвийским Госконтролем для сотрудников Счетной палаты Украины.
Ингуна Судраба получила несколько наград за свою работу в сфере государственного управления. В 1994 и 2003 годах она была награждена Почётной грамотой Министерства финансов. 19 ноября 1998 года за самоотверженность и успехи в труде на благо государства и народа Латвии ей была вручена Почётная грамота Кабинета министров Латвийской Республики. В 1999 году президент Латвии Гунтис Улманис объявил Судрабе официальную благодарность, а в 2007 году – президент Вайра Вике-Фрейберга.

## Общественная деятельность
В опросе, проведённом в мае 2010 года, 7,2% респондентов назвали её наиболее подходящим кандидатом на пост главы правительства, уступив лишь Айвару Лембергсу и Валдису Домбровскису. По результатам опроса общественного мнения агентством LETA в 2012 году Ингуна Судраба стала самой популярной личностью в стране по уровню доверия населения.

## Личная жизнь
Ингуна не замужем. Детей не имеет.